# Mert Günok

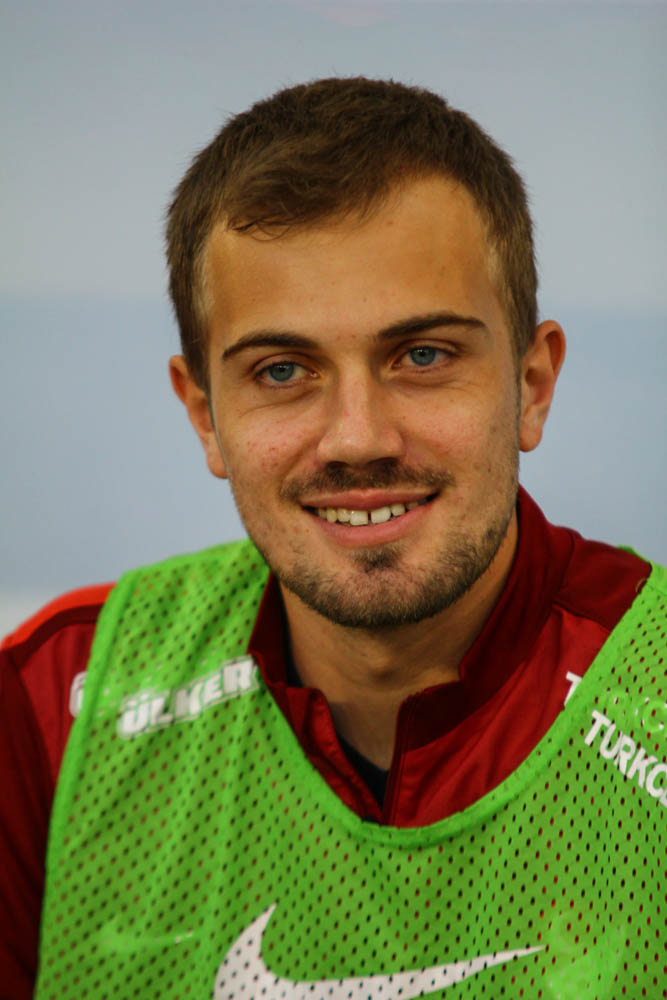
Mert Günok (2013)

Fehmi Mert Günok (* 1. března 1989 Karabük, Turecko) je turecký fotbalový brankář a reprezentant, aktuálně působí v tureckém klubu Beşiktaş JK.

## Klubová kariéra
V Turecku působil v seniorském fotbale v klubech Fenerbahçe SK (2008–2015) a Bursaspor.

## Reprezentační kariéra
Mert Günok nastupoval v tureckých mládežnických reprezentacích.
V A-mužstvu Turecka debutoval 24. 5. 2012 v přátelském zápase proti týmu Gruzie (výhra 3:1).